# Bolinao
Bolinao (Bayan ng Bolinao) är en kommun i Filippinerna. Kommunen ligger på ön Luzon, och tillhör provinsen Pangasinan. Folkmängden uppgår till 61 068 invånare.

## Barangayer
Bolinao är indela i 30 barangayer.
| - Arnedo - Balingasay - Binabalian - Cabuyao - Catuday - Catungi - Concordia (Pob.) - Culang - Dewey - Estanza - Germinal (Pob.) - Goyoden - Ilogmalino - Lambes (Lames) - Liwa-liwa (Aliw-Aliw) | - Lucero - Luciente 1.0 (J.Celeste) - Luciente 2.0 (Lipong) - Luna - Patar - Pilar - Salud - Samang Norte - Samang Sur - Sampaloc - San Roque - Tara - Tupa - Victory - Zaragoza |